# عصفور القصب الإفريقي
خنشع القصب الأفريقي ويُسمى كذلك هازجة القصب الأفريقية (الإسم العلمي:Acrocephalus baeticatus)، هو نوع من الطيور من جنس عصفور القصب، يميل لونه إلى البني الفاتح المتجانس، يستوطن قارة أفريقيا والصحراء الكبرى وبعض من أجزاء غرب آسيا ويتغذى على الحشرات.